# OHKスポーツ振興財団
OHKスポーツ振興財団（OHKスポーツしんこうざいだん）、並びにOHKスポーツ振興財団香川（OHKスポーツしんこうざいだんかがわ）は、岡山放送株式会社が、岡山県と香川県のスポーツ振興を目的として運営している公益財団法人である。

## 沿革

### OHKスポーツ振興財団
- 1984年3月26日設立。
- 2013年4月1日に公益財団法人移行

### OHKスポーツ振興財団香川
- 1986年8月27日設立
- 2013年4月1日に公益財団法人移行

## 目的
岡山放送のサービスエリア地域における基礎体力と健康増進を図り、広くスポーツに関する理解と関心を深めるとともに、スポーツ活動の奨励・援助を行うことを通して、健全なスポーツ活動と振興に寄与する。

## 主たるイベント
- OHKスポーツ功労者賞　岡山・香川両県のスポーツ界に貢献した団体・法人・個人を顕彰する
- 香川丸亀国際ハーフマラソン
- テレビ番組「スポeもん」（土曜10:55-11:15）